# Raión de Yakymivka
Yakymivka (en ucraniano: Якимівський район) es un raión o distrito de Ucrania en el óblast de Zaporizhia. 
Comprende una superficie de 1850 km².
La capital es la ciudad de Yakymivka.

## Demografía
Según estimación 2010 contaba con una población total de 20600 habitantes.

## Otros datos
El código KOATUU es 2320300000. El código postal 72500 y el prefijo telefónico +380 6131.